# Cratoptera subcitrina
Cratoptera subcitrina är en fjärilsart som beskrevs av W. Warren 1904. Cratoptera subcitrina ingår i släktet Cratoptera och familjen mätare. Inga underarter finns listade i Catalogue of Life.